# Toni Trepte
Toni Trepte (* 10. März 1909 in Ampfing; † 6. Juni 1981 in München) war ein deutscher Maler, Grafiker, Bildhauer, Essayist und Schriftsteller.

## Leben und Werk
Trepte studierte Malerei und Kunstgeschichte an der Münchner Akademie für Angewandte Kunst. Die Zeitschrift Jugend sowie die Wochenzeitschrift Simplicissimus veröffentlichten noch während seines Studiums Beiträge von Trepte. 1930 erschien Treptes erste Erzählung, Der gestörte Knödelbogen, mit eigenen Zeichnungen in den damaligen Münchner Neueste Nachrichten. Als freier Mitarbeiter arbeitete er bei verschiedenen Tageszeitungen (u. a. für die Augsburger Allgemeine) und satirischen Blättern. Während der Zeit des Nationalsozialismus veröffentlichte Trepte nichts.
Kurz vor dem Zweiten Weltkrieg bearbeitete er als technischer Angestellter der Reichsbahn Hochbauentwürfe, später, versetzt nach Danzig, entwarf er bis 1943 Stellwerke, Wasserwerke und Wohnhäuser und überwachte deren Fertigstellung. Nach Gefangenschaft in Russland zog er wieder nach München und arbeitete als Zeichenlehrer an einem Gymnasium und bei der Volkshochschule. Trepte schrieb Kunstkritiken für die Augsburger Allgemeine und wurde Stammzeichner bei der Neuen Zeitung, München, wo er sich mit skurrilen Grafikserien einen Namen machte. Daneben schuf er Buchillustrationen und Porträts von prominenten Personen.
In den 1960er und 1970er Jahren erhielt Trepte – meist nach Wettbewerben oder Ausschreibungen – zahlreiche Aufträge für Kunst am Bau an Verwaltungsbauten, Schulen und von Unternehmen, unter anderem für eine Schule in München-Fürstenried, ein Wandrelief für eine Kinderkrippe in Moosach sowie ein Brunnen aus Nagelfluh für den sogenannten Plobenhof in Nürnberg, aber auch Arbeiten in Frankreich und Italien. Das Spektrum dieser Arbeiten reicht von Wandgrafiken über Reliefs, Kirchenfenster bis hin zu Fassadengestaltungen, bei den Materialien von Stein über Beton, Metall bis hin zu Glas und Holz. Bei einer internationalen Kunstausstellung in Monaco wurden seine Arbeiten mit der goldenen Medaille ausgezeichnet, eine weitere Medaille wurde ihm bei der Biennale Regionale Ancona zuerkannt.
1972 erhielt Trepte den Schwabinger Kunstpreis in der Sparte Malerei und Grafik.
In seinen letzten Lebensjahren gehörte er der Jury des Schwabinger Kunstpreises an. Trepte starb 1981 im Alter von 72 Jahren. Er wurde in einem Familiengrab auf dem Münchner Friedhof am Perlacher Forst beigesetzt.